# Nils Schumann
Nils Schumann (født 20. maj 1978 i Bad Frankenhausen, DDR) er en tysk tidligere atletikudøver (mellemdistanceløber), der vandt guld i 800 meter løb ved OL 2000 i Sydney.

## Atletikkarriere
Som otteårig vandt Schumann et distriktsmesterskab i cross country, hvilket blev startskuddet for en stor løbekarriere. Han kom snart til at koncentrere sig om 800 meter løb, og i 1997 vandt han sin første internationale titel på denne distance, da han blev junioreuropamester indendørs. Året efter konkurrerede han for alvor på seniorplan, og han blev europamester både indendørs og udendørs dette år på 800 m og vandt det tyske indendørsmesterskab, men måtte nøjes med andenpladsen udendørs. De to følgende år vandt han det tyske udendørsmesterskab på distancen, og han indledte år 2000 med at blive tysk indendørsmester og fortsatte med at blive nummer to ved indendørs-EM.
Ved OL 2000 var den store favorit på 800 m danske Wilson Kipketer, mens Schumann regnedes som en af outsiderne. Schumann vandt sit indledende heat og sin semifinale, og det samme gjorde Kipketer. Finalen begyndte i et relativt moderat tempo, hvor Kipketer lå et stykke tilbage i feltet, da der manglede 200 meter. Schumann satte tempoet op og holdt til mål, hvor han var 0,06 sekund foran Kipketer, der ikke lykkedes med den spurt, som han stolede på. Algerieren Djabir Saïd-Guerni blev nummer tre, yderligere 0,02 sekunder efter Schumann.
I 2002 vandt han sølv ved de tyske mesterskaber samt bronze ved EM, hvorpå han blev nummer to ved de tyske indendørsmesterskaber i 2003. Efter en periode med flere skader hentede Schumann en bronzemedalje ved de tyske mesterskaber i 2009, hvorpå han indstillede sin aktive karriere.

## Privatliv og senere karriere
Han blev i 2008 gift med Korinna Fink, der også har været løber. Parret fik en søn, men blev senere skilt. Han har en søn med en anden kvinde og blev gift igen i 2015.
Schumann har siden afslutningen af sin aktive karriere arbejdet i eget firma som personlig træner. Han har også skrevet en bog om sin karriere, Lebenstempo.